# Pikárec
Pikárec (v letech 1869–1890 a 1910–1999 Pikarec, německy Pikaretz) je obec v okrese Žďár nad Sázavou v kraji Vysočina. Žije zde 333 obyvatel.

## Historie
První písemná zmínka o obci pochází z roku 1436 (Pykarec).
Obec Pikárec v roce 2005 obdržela ocenění v soutěži Vesnice Vysočiny, konkrétně získala ocenění zelená stuha, tj. ocenění za péči o zeleň a životní prostředí. Obec Pikárec v roce 2007 obdržela ocenění v soutěži Vesnice Vysočiny, konkrétně získala ocenění bílá stuha, tj. ocenění za činnost mládeže. Obec Pikárec v roce 2008 obdržela ocenění v soutěži Vesnice Vysočiny, konkrétně získala ocenění zlatá stuha, tj. vítěz, který postoupil do celostátního kola a obec se stala Vesnicí Vysočiny.

## Obyvatelstvo
| Rok            | 1869 | 1880 | 1890 | 1900 | 1910 | 1921 | 1930 | 1950 | 1961 | 1970 | 1980 | 1991 | 2001 | 2011 | 2021 |
| -------------- | ---- | ---- | ---- | ---- | ---- | ---- | ---- | ---- | ---- | ---- | ---- | ---- | ---- | ---- | ---- |
| Počet obyvatel | 425  | 404  | 417  | 386  | 396  | 359  | 343  | 293  | 325  | 318  | 295  | 277  | 299  | 303  | 314  |
| Počet domů     | 48   | 49   | 60   | 60   | 62   | 62   | 68   | 81   | 81   | 83   | 83   | 92   | 101  | 104  | 114  |

## Obecní správa
Mezi lety 1869–1950 Pikárec byl obcí v okrese Nové Město na Moravě (1869–1930) (v letech 1869–1900 Nové Město) a později v okrese Bystřice nad Pernštejnem. V letech 1961–1990 patřil jako část obce k Moravci a od 24. listopadu 1990 je opět samostatnou obcí.

### Obecní symboly
Znak a vlajka byly obci uděleny rozhodnutím předsedy Poslanecké sněmovny Parlamentu České republiky dne 22. listopadu 2001.

## Pamětihodnosti
- Kaple svatého Prokopa
- Zákupní rychta čp. 18
- Tiský dvůr a rybníky
- Tiský mlýn
- Kříž na křižovatce

## Rodáci
- Alois Myslivec (1898–1994) – český geolog a vysokoškolský učitel
- Josef Stehlík (1915–1991), válečný letec, letecké eso[12]